# Васильковцы (Тернопольская область)
Васильковцы (укр. Васильківці) — село в Чортковском районе Тернопольской области Украины. Административный центр Васильковецкой сельской общины.
До 2020 года входило в Гусятинский район.
Код КОАТУУ — 6121680401. Население по переписи 2001 года составляло 1371 человек.

## Географическое положение
Село Васильковцы находится на расстоянии в 2 км от сёл Крогулец и Чабаровка. Через село проходят автомобильная дорога Т-2011 и
железная дорога, станция Васильковцы.

## История
- 1573 год — дата основания.

## Объекты социальной сферы
- Школа I—II ст.
- Детский сад.
- Дом культуры.
- Фельдшерско-акушерский пункт.

## Достопримечательности
- Братская могила советских воинов.